# 信達思

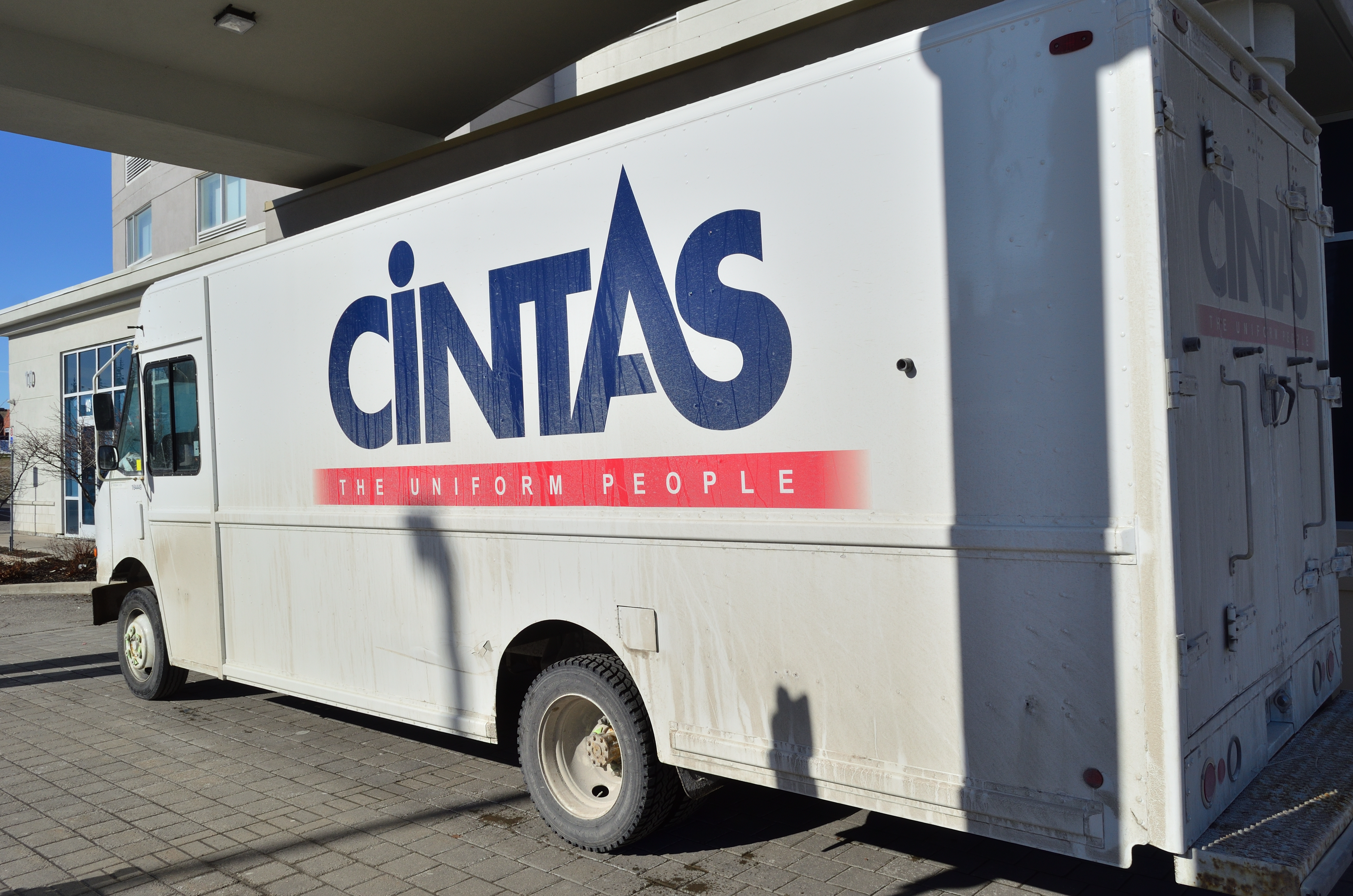
信达思的货车

信达思公司（Cintas Corporation /ˈsɪntəs/），又译辛塔斯公司，是一家总部位于美国俄亥俄州辛辛那提的公司，除去销售制服外，也提供服装租赁、家政服务、急救和消防培训，主要服务地区为北美。

## 历史
- 1929年，Cintas Corporation前身Acme Industrial Laundry Company成立。
- 1972年，公司更名为Cintas Corporation。
- 1983年，Cintas Corporation成功IPO，登陆纳斯达克。
- 2015年，Cintas以约1.3亿美元的价格从McKesson Corporation手中收购了Zee Medical。
- 2016年，Cintas以22亿美元收购了G＆K Services[5]
- 截至2020年，制服租金和设施服务约占收入的80％。